# Laudivio Zacchia
Laudivio Zacchia (ur. w 1565 w Vezzano Ligure, zm. 30 albo 31 sierpnia 1637 w Rzymie) – włoski kardynał.

## Życiorys
Urodził się w 1565 roku w Vezzano Ligure, jako syn Gasparego Zacchii i Veronici de’ Nobili (jego bratem był Paolo Emilio Zacchia). Studiował na Uniwersytecie Pizańskim, gdzie uzyskał doktorat z prawa. Po studiach poślubił Laurę Biassę de’ Nobili, z którą miał syna Marcella i córkę Felice. Marcello zmarł w wieku 18 lat, natomiast Felice, mając lat 17, wyszła za mąż za Alessandra Rondininiego, z którym miała dziewięcioro dzieci (wśród nich był Paolo Emilio Rondinini). Po śmierci żony, Laudivio Zacchia udał się do Rzymu, gdzie został zastępcą skarbnika Kamery Apostolskiej i protonotariuszem apostolskim. 25 lipca 1605 roku przyjął święcenia diakonatu, a następnego dnia – prezbiteratu. 17 sierpnia został wybrany biskupem Montefiascone, a jedenaście dni później przyjął sakrę. W latach 1621–1623 był nuncjuszem w Wenecji, a w okresie 1624–1626 – prefektem Pałacu Apostolskiego. 16 stycznia 1626 roku został kreowany kardynałem prezbiterem i otrzymał kościół tytularny S. Sisto. W 1626 roku został prefektem Kongregacji ds. Biskupów i Zakonników i pełnił tę funkcję przez rok. W 1630 roku zrezygnował z zarządzania diecezją. W latach 1632–1634 zasiadał w komisji, prowadzącej drugi proces Galileusza i był jednym z trzech kardynałów (obok Francesca Barberiniego i Gaspara de Borjy), którzy sprzeciwili się potępieniu astronoma. Zacchia zmarł 30 albo 31 sierpnia 1637 roku w Rzymie.